# Freienfeld
Freienfeld  (italienisch Campo di Trens) ist eine italienische Gemeinde mit 2726 Einwohnern (Stand 31. Dezember 2023) nahe bei Sterzing im Südtiroler Wipptal.

## Geografie
Die Gemeinde Freienfeld befindet sich im Wipptal im Norden Südtirols, südöstlich der nahen Stadt Sterzing. Sie erstreckt sich auf einer Fläche von 95,29 km² im vom Eisack in Nordwest-Südost-Richtung durchflossenen Talboden sowie in den umliegenden Bergen.

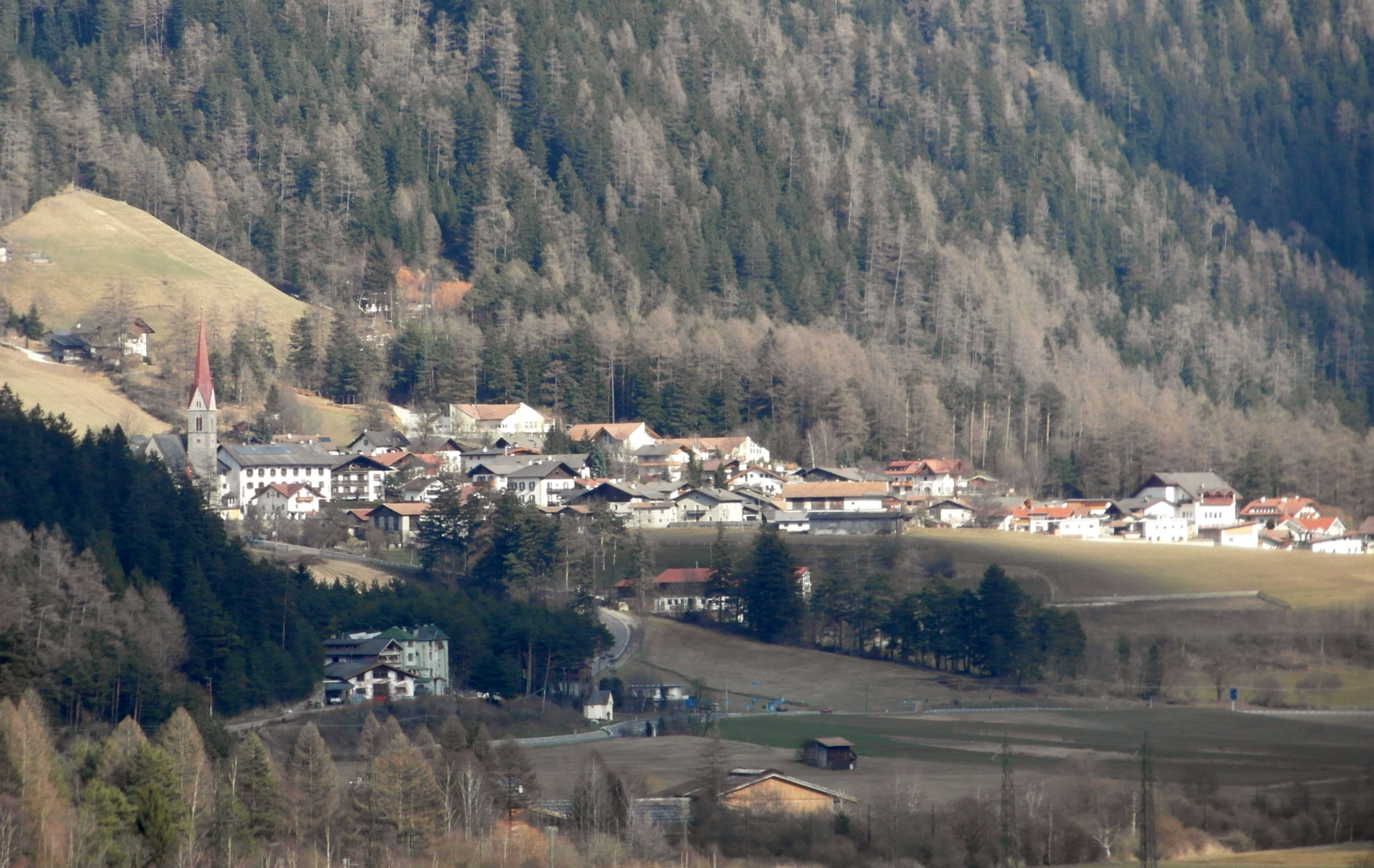
Blick auf Trens

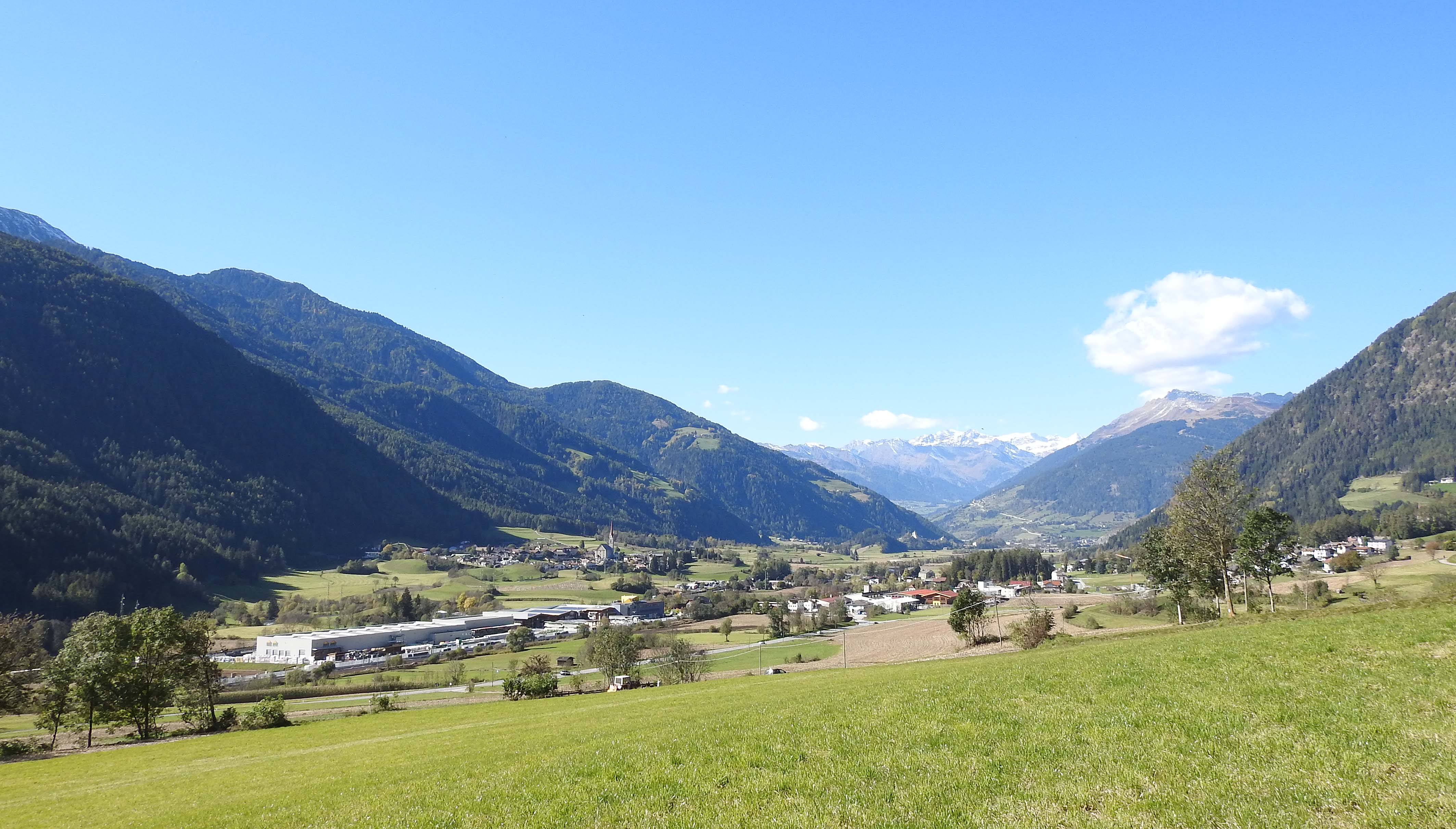
Blick über das Wipptal mit Stilfes, Freienfeld und Trens (von links nach rechts)

Die größten Dörfer liegen am Fuße der Talhänge und Schwemmkegel: Auf der orographisch linken Talseite befinden sich die nahezu zusammengewachsenen Siedlungskerne von Trens (950–1020 m s.l.m.) und Freienfeld (930–950 m) sowie – rund 3 km südöstlich – Mauls (900–960 m). Genau gegenüber von Trens und Freienfeld auf der orographisch rechten Talseite befindet sich Stilfes (940–990 m). Daneben gibt es im Talbereich noch mehrere weitere Gemeindefraktionen: Im Nordwesten, nahe den Mündungsbereichen des Pfitscher Bachs und Ridnauner Bachs in den Eisack am Sterzinger Moos, sind dies Sprechenstein (940 m, links des Eisack) und Elzenbaum (940–980 m, rechts des Eisack), grob in der Mitte des Gemeindegebiets Valgenäun (1010–1100 m, links) sowie Niederried und Pfulters (950–1000 m, beide rechts). Gegen Südosten verengt sich das Wipptal zur Sachsenklemme und Gemeinde Franzensfeste hin zunehmend und bietet keiner größeren Siedlung mehr Platz.
Im Nordosten dehnt sich das Gemeindegebiet in die Pfunderer Berge der Zillertaler Alpen hinein aus. Auf einer Hangterrasse über Mauls befindet sich die Fraktion Flans (1270–1300 m), auf den südexponierten Hängen des bei Mauls abzweigenden kurzen Maulser Tals liegen die Gehöfte von Ritzail (bis über 1500 m). Im Norden grenzt ein Kamm das Wipptal zum Pfitscher Tal (Gemeinde Pfitsch) ab, im Osten ein weiterer Gebirgszug zum Valler Tal (Gemeinde Mühlbach). Am Treffpunkt der beiden Kämme erreicht Freienfeld an der Ebengrubenspitze (2990 m) seinen höchsten Punkt. Im Südwesten wird das Wipptal bei Freienfeld von den Sarntaler Alpen eingerahmt. Zu den bedeutendsten Gipfeln hier zählen die Tatschspitze (2626 m) im Süden des Gemeindegebiets und der Zinseler (2422 m) an der Westgrenze zu Ratschings. Zwischen den beiden Bergen sinkt der Gebirgszug zum Penser Joch (2211 m) ab, einem Übergang ins Sarntal. An den Südhängen des vom Wipptal zum Penser Joch ansteigenden Egger Tals finden schließlich die Gehöfte der Fraktion Egg (1450–1580 m) Platz.

## Geschichte
Stilfes und Trens werden erstmals 827/828 als Stilues und Torrentes und Mauls 985/990 als Mules erwähnt. Freienfeld ist 1364 als Frawdenvelt und 1446 als Frewdenfeld erstmals belegt.
1996 wurden bei Grabungsarbeiten im Weiler Elzenbaum elf frühmittelalterliche Baumsärge entdeckt, deren wissenschaftliche Untersuchung auf bajuwarische Bestattungsformen hindeuteten.
Die Gemeinden Stilfes und Trens wurden 1820 gebildet, die Gemeinde Mauls 1838.
Die Gemeinde Freienfeld entstand 1928 durch ein staatliches Dekret mittels Zusammenlegung der Gemeinden Stilfes, Mauls und Trens; benannt wurde sie nach der zwischen Trens und Stilfes am Eisack gelegenen kleinen Ortschaft Freienfeld, wo das Rathaus angesiedelt wurde.
1939 hatte die Gemeinde 2468 Einwohner, davon 206 Italiener.

## Ortsname
Der Ortsname leitet sich vom Freudenfeld ab, das zwischen Schloss Sprechenstein und Burg Reifenstein liegt. In dieser Flur wurden die höfischen Spiele ausgetragen. Die Umformung kam durch die falsche Verhochdeutschung des mundartlichen Ausdrucks zustande.

## Klima
Nach Rehder (1965) kann man Freienfelds Klima in den Tallagen dem mitteleuropäisch-montanen Typ zuordnen. In höheren Lagen geht es über in den subalpinen Typ und schließlich, oberhalb der Waldgrenze, in den alpinen Typ.

### Temperatur
Die Jahresdurchschnittstemperatur liegt bei 12 °C. Der kälteste Monat ist der Jänner mit Durchschnittstemperaturen von etwa −3 °C. Der wärmste Monat ist der Juli mit Durchschnittstemperaturen um 22 °C.

### Niederschläge
In Freienfeld liegt die durchschnittliche jährliche Niederschlagsmenge bei 750 mm. Eine solche Niederschlagsmenge ist recht günstig für die Landwirtschaft, da der Wasserbedarf für Grünland im Durchschnitt gegeben ist, allerdings nicht zu allen Zeiten. Die Niederschläge sind nicht gleichmäßig über das Jahr verteilt. Das Niederschlagsmaximum fällt auf den Sommer (Juni, Juli, August), die wenigsten Niederschläge fallen im Winter (Jänner und Februar). Im Winter fallen die Niederschläge meist in Form von Schnee. Im Eisacktal bei Freienfeld liegt etwa 3–4 Monate lang eine Schneedecke von wenigstens 1 cm.

### Klima im Gebirge
Mit zunehmender Meereshöhe steigt die Niederschlagsmenge und wegen der tieferen Temperaturen bleibt der Schnee länger liegen. Das wichtigste Klimaelement, das sich mit der Höhenlage ändert, ist die Temperatur. Während die Durchschnittstemperatur am Talboden zwischen 7 und 8 °C liegt, beträgt sie im Bereich der Waldgrenze nur mehr etwa 2 °C, im Bereich der höchsten Gipfel im Gemeindegebiet gar nur mehr −5 °C. In dieser Höhe befindet sich die Schneegrenze, oberhalb der im Jahresverlauf mehr Schnee fällt, als wegschmelzen kann. Da das Gemeindegebiet von Freienfeld nicht über die Schneegrenze reicht, gibt es darin heute keine Gletscher.

## Politik
Bürgermeister seit 1952:
- Peter Hasler: 1952–1956
- Wilhelm Wieser: 1956–1964
- Karl Stafler: 1964–1974
- Willhelm Wieser: 1974–1980
- Ferdinand Rainer: 1980–1995
- Adolf Zihl: 1995–1998
- Ferdinand Rainer: 1999–2005
- Armin Holzer: 2005–2015
- Peter Faistnauer: 2015–2018
- Verena Überegger: seit 2019

## Bevölkerung
Freienfeld ist gemäß den erhobenen Sprachgruppenzugehörigkeitserklärungen bzw. Sprachgruppenzuordnungserklärungen eine weitgehend deutschsprachige Gemeinde. Als Berechnungsgrundlage der folgenden Prozentwerte wurden die gültigen Erklärungen von Personen mit italienischer Staatsbürgerschaft herangezogen.
| Sprache     | 1981    | 1991    | 2001    | 2011    | 2024    |
| ----------- | ------- | ------- | ------- | ------- | ------- |
| Deutsch     | 96,36 % | 95,59 % | 96,22 % | 95,85 % | 95,56 % |
| Italienisch | 3,55 %  | 4,10 %  | 3,30 %  | 3,79 %  | 4,12 %  |
| Ladinisch   | 0,09 %  | 0,31 %  | 0,48 %  | 0,36 %  | 0,32 %  |

## Bildung
Auf dem Gemeindegebiet von Freienfeld befinden sich drei Grundschulen in Mauls, Stilfes und Trens, die zusammen dem deutschen Schulsprengel der Nachbargemeinde Sterzing III angeschlossen sind.
Bis 2010 gab es auch eine Grundschule in Egg, die jedoch aufgrund zu geringer Einschreibungszahlen geschlossen werden musste.

## Verkehr
Für den Kraftverkehr ist Freienfeld in erster Linie durch die SS 12 (Brennerstaatsstraße) erschlossen, die das Gemeindegebiet durchquert. Parallel zur Staatsstraße verlaufen die A22, deren Ein- und Ausfahrt Sterzing sich auf der Grenze zu Sterzing befindet, sowie die Brennerbahn. Letztere bietet am Bahnhof Freienfeld eine Zugangsstelle. Die Fraktionen Elzenbaum und Egg liegen an der SS 508 (Penser-Joch-Straße). Das Gemeindegebiet wird zudem von der Radroute 1 „Brenner–Salurn“ durchquert.

## Sehenswertes

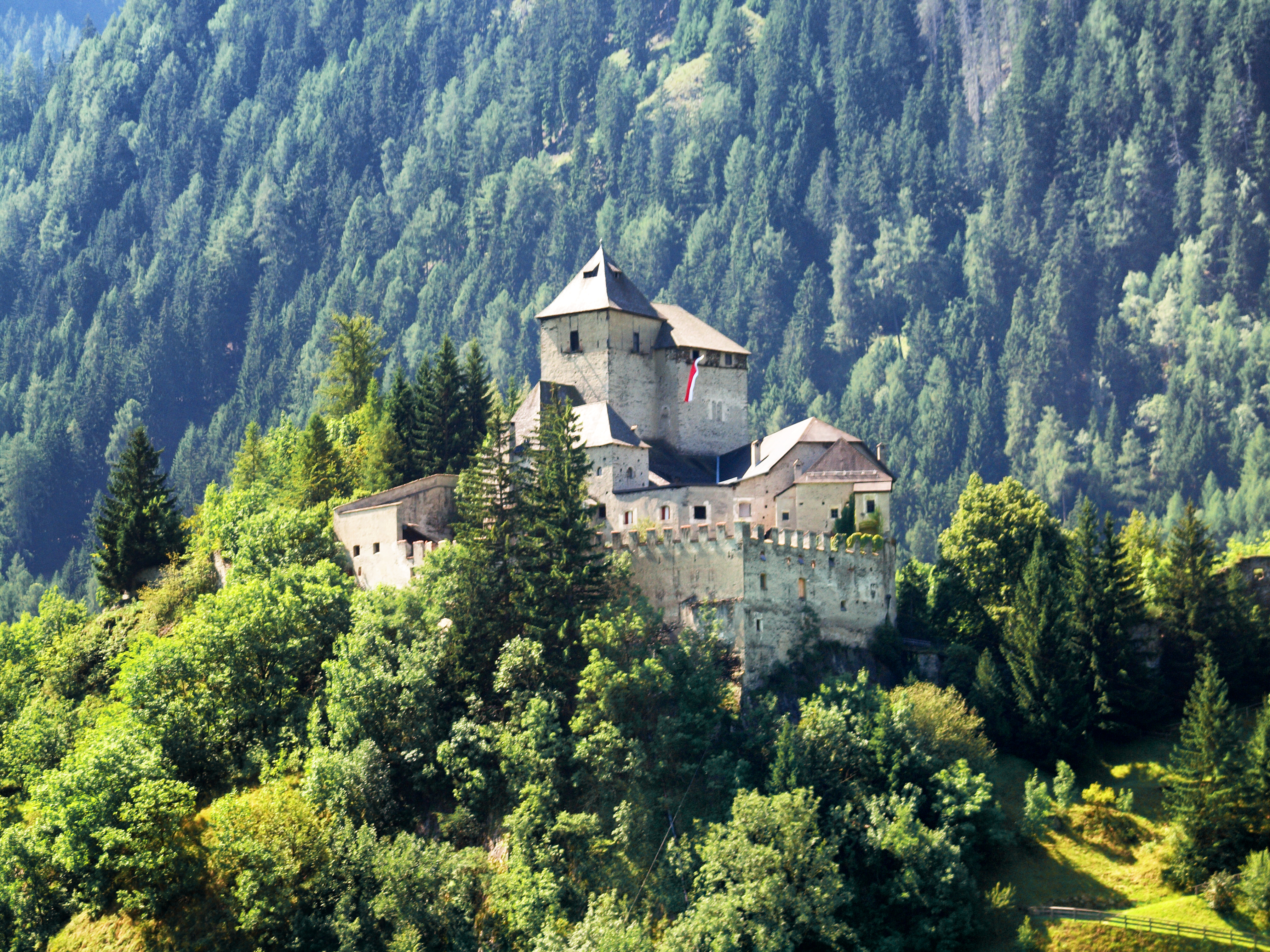
Burg Reifenstein

- Wallfahrtskirche Maria Trens (Spätgotik, von 1498, zweitbedeutendster Wallfahrtsort Südtirols nach Maria Weißenstein)
- Burg Reifenstein (12. Jh.) mit Kapelle St. Zeno von 1330
- Schloss Sprechenstein (sehenswerte Erasmuskapelle)
- Schloss Welfenstein (von 1895, 1918 schwerer Brand)
- Pfarrkirche in Stilfes mit Deckengemälde von Christoph Brandstätter
- St.-Valentins-Kirche in Valgenäun
- St.-Oswald-Kirche in Mauls (von 1329)

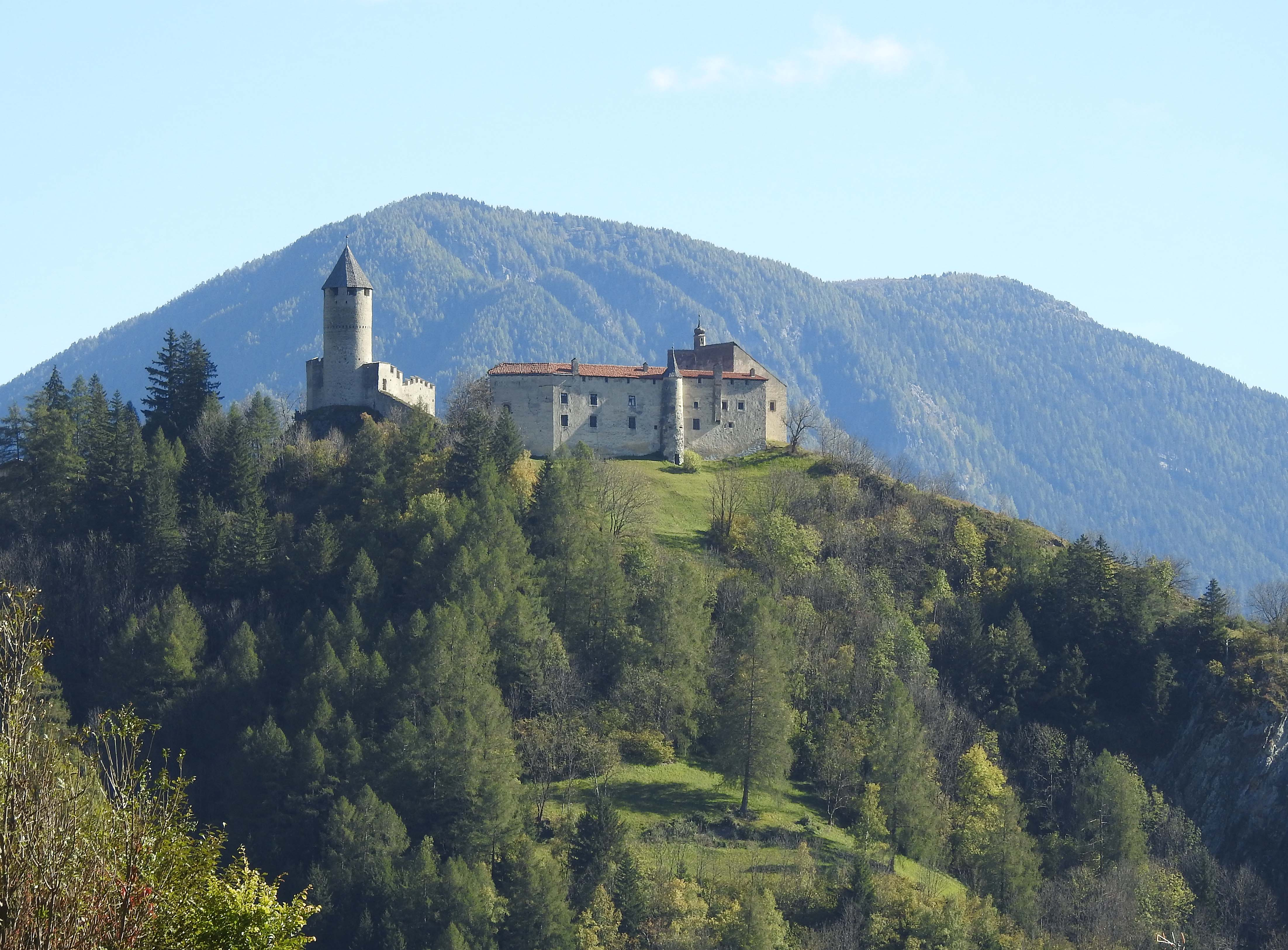
Schloss Sprechenstein von Westen

## Persönlichkeiten
- Innozenz Anton Warathy (1694–1758), Barockmaler
- Johann Perger (1729–1774), Bildhauer
- Anselm Sparber (1883–1969), Kleriker und Theologe